# لينارد سواح
لينارد سواح (بالألمانية: Lennard Sowah) من مواليد (23 أغسطس 1992 في همبورغ - ألمانيا) لاعب كرة قدم ألماني ذو أصول غانية يلعب حاليا لصالح نادي الدرجة الاولى هامبورغ الألماني منذ 2010 في مركز الظهير الأيسر.

## روابط خارجية
- لينارد سواح على موقع قاعدة بيانات كرة القدم.إي يو (الإنجليزية)
- لينارد سواح على موقع بيانات كرة القدم. دي إي (الألمانية)
- لينارد سواح على موقع Soccerway.com (الإنجليزية)
- لينارد سواح على موقع عالم كرة القدم.نت (الإنجليزية)
- لينارد سواح على موقع كووورة